# Gelderse Postwagen
De Gelderse Postwagen is een voormalige herberg en posthalteplaats, thans rijksmonument, in de Nederlandse plaats Venlo.

## Geschiedenis
In 1649 werd Venlo opgenomen in de postdienst Geldern-Brussel en in 1745 in tussen Venlo en Nijmegen.
In de 18e eeuw werd de herberg door wervers van Frederik Willem van Pruisen gebruikt voor het ronselen van mannen voor het leger. In 1753 werd de herberg in brand gestoken door de bende van Hulster Heinke en een jaar later, in 1754, herbouwd.

## Bouwwerk
Het gebouw wordt gedekt door een zadeldak en heeft een voorgevel met vlechtingen in de topgevel. In deze gevel bevinden zich twee ovale vensters en is het ankerjaartal 1754 aangebracht.